# Ulf und Zwulf

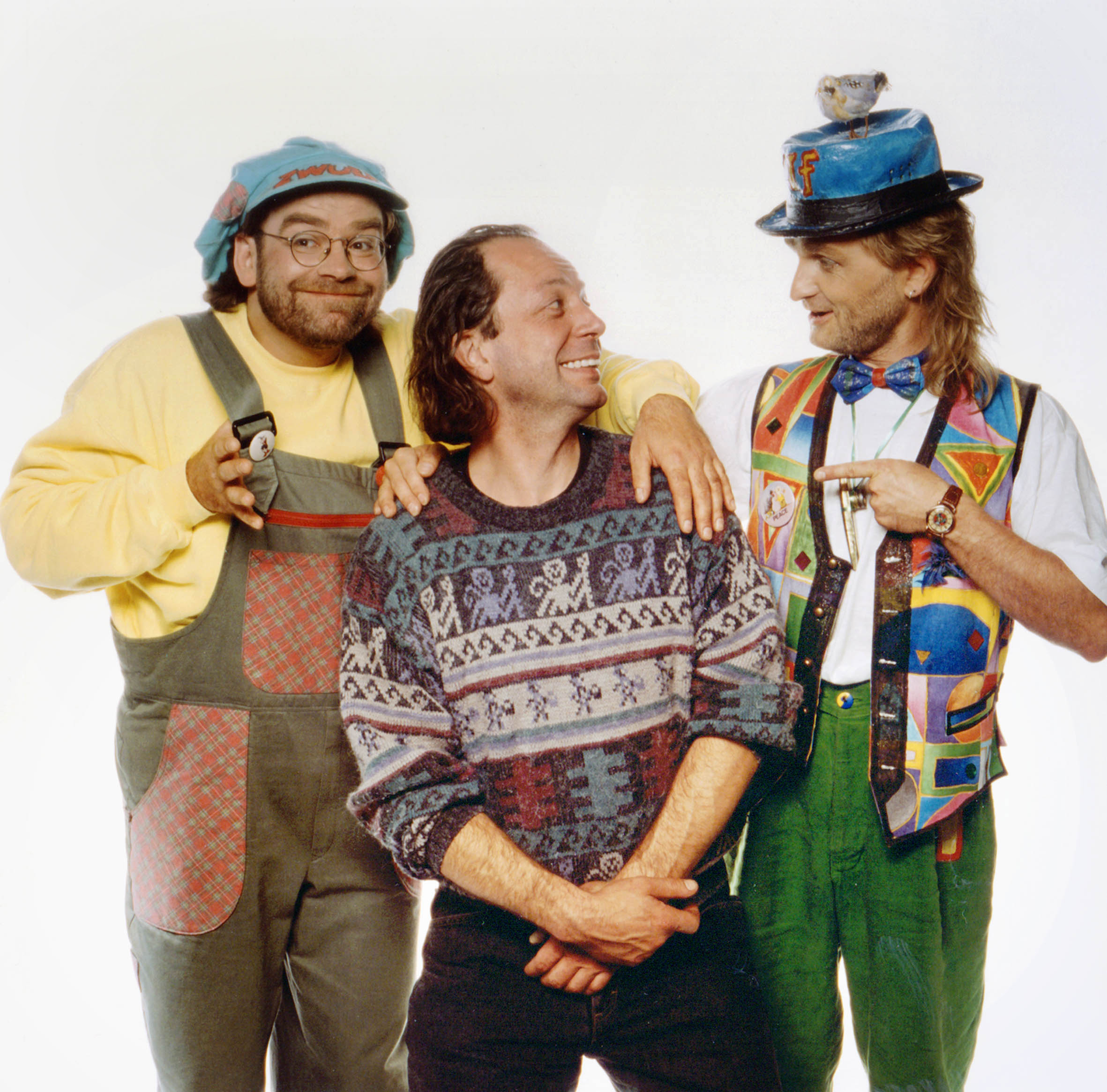
Ralf Kleinschmidt, Ulf Erdmann und Textautor Wilfried Bergholz 1996

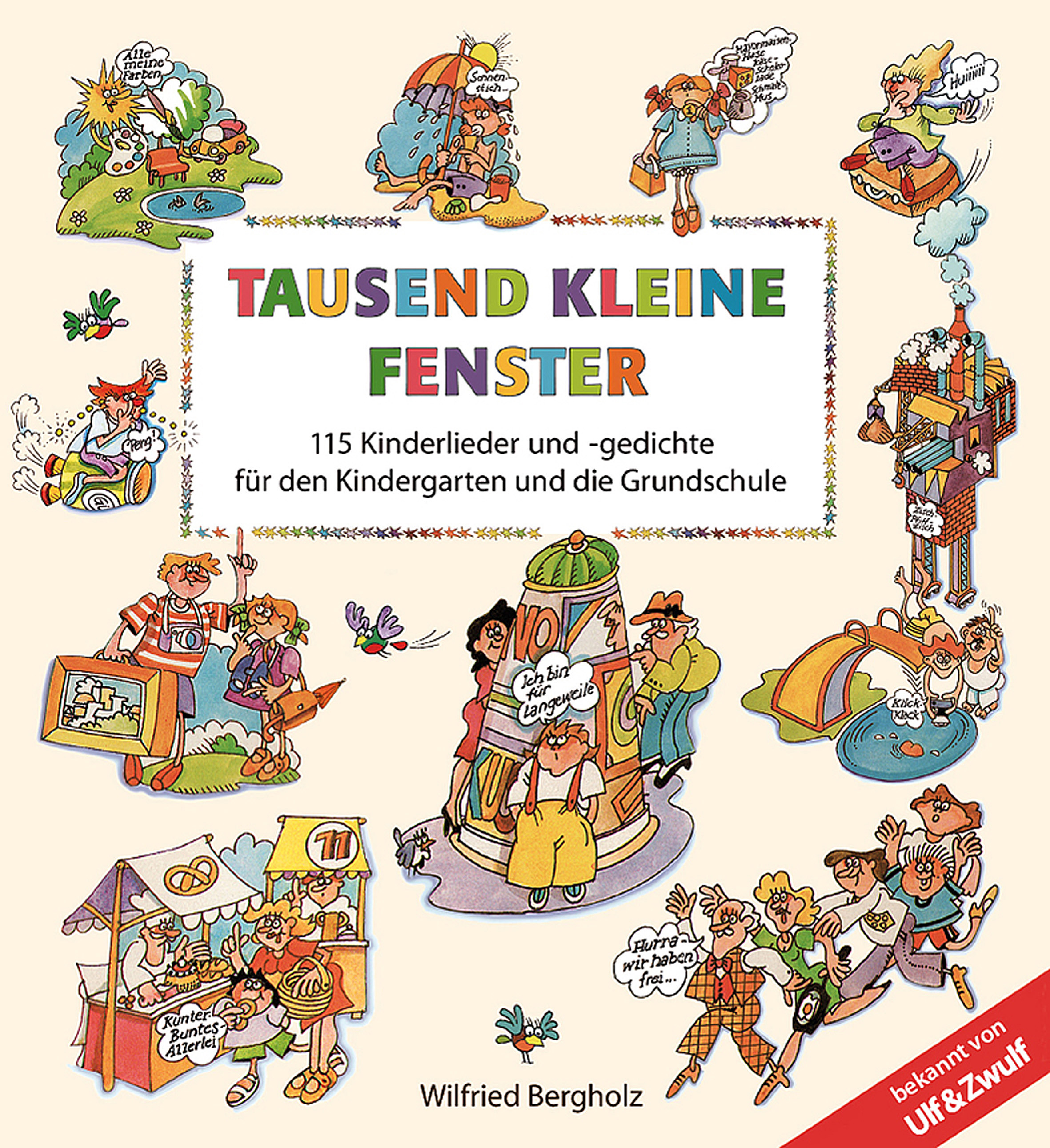
Ulf & Zwulf-Liederbuch Tausend kleine Fenster 2018

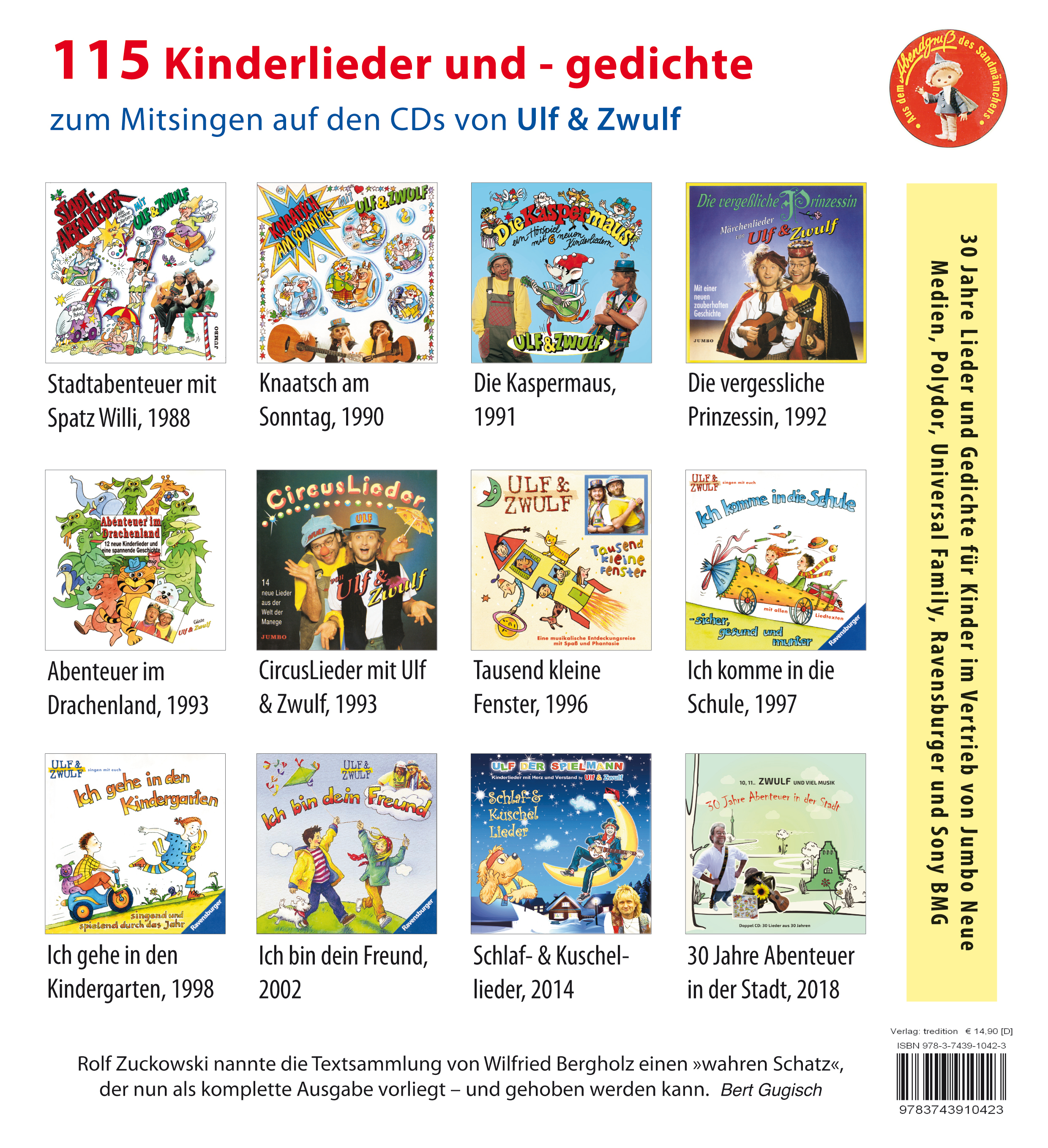
Ulf & Zwulf-Liederbuch, Rückseite: 12 CDs aus 30 Jahren

Ulf und Zwulf waren ein deutsches Künstlerduo, bestehend aus Ulf Erdmann und Ralf Kleinschmidt. Von 1986 bis 2016 trat das Duo als Kindermusiktheater auf und veröffentlichte mehrere Langspielplatten und CDs mit Kinderliedern.
Seit 2016 treten beide Künstler solistisch mit ihren Liedern auf.

## Kindermusikduo

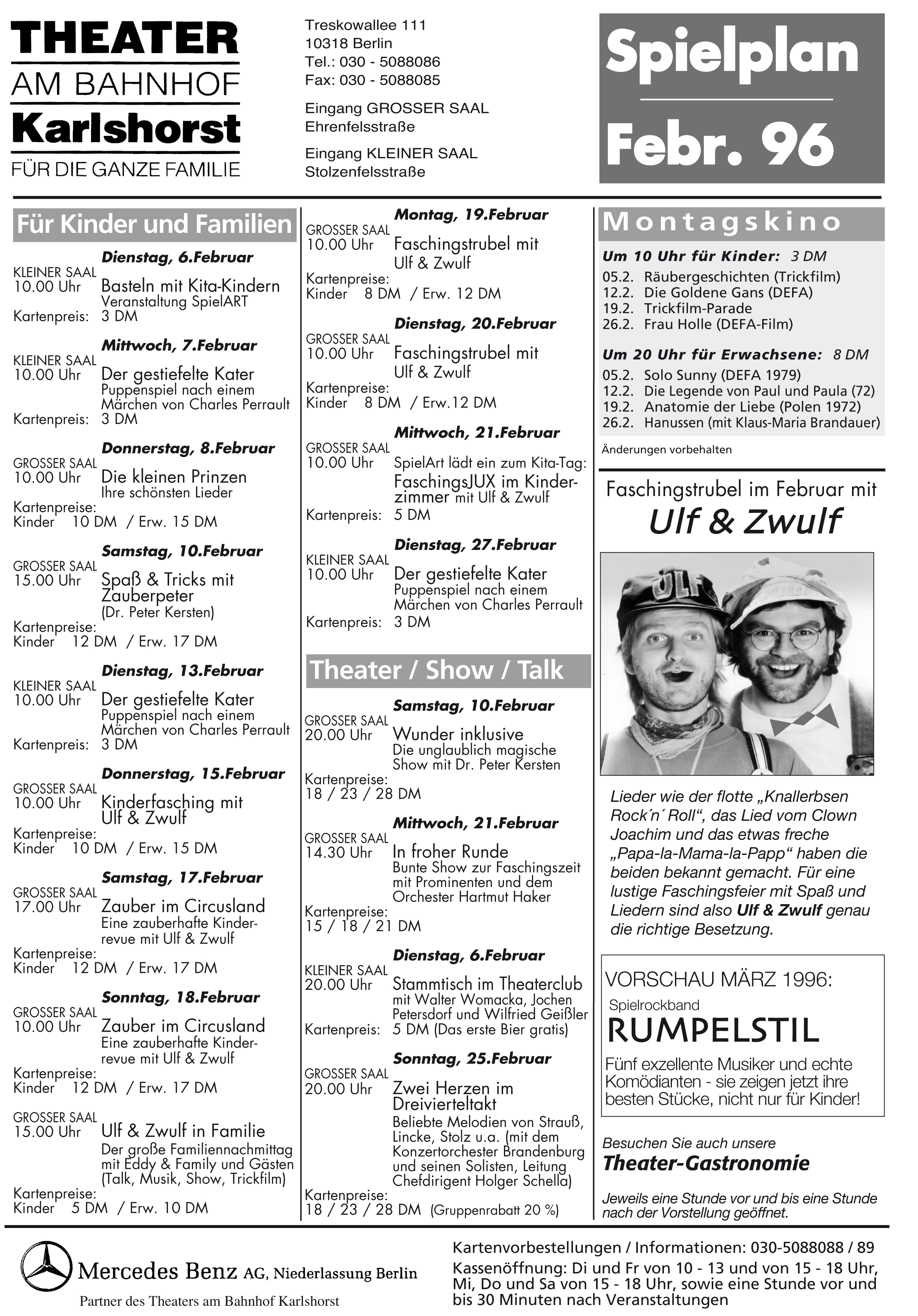
Theater Karlshorst Programm 02-96

Im Abendgruß des Sandmännchens des DDR-Fernsehens vom 30. September 1988 traten Erdmann und Kleinschmidt erstmals als Duo Ulf und Zwulf auf. Bis 1991 wurden etwa 20 Folgen ihrer Bilder einer Stadt ausgestrahlt. In den Episoden trafen sich die Brüder Ulf und Zwulf immer zunächst auf einem Kinderspielplatz und sangen und präsentierten Kinderlieder, die den Zuschauern Alltagssituationen des Stadtlebens näherbringen sollten. Bilder einer Stadt wurde nicht von allen Zuschauern des Sandmännchens positiv angenommen, da es den Sendeplatz der beliebten Reihe Liederspielplatz, den Freitags-Abendgruß, einnahm.
Ulf und Zwulf waren als Musiker mit verschiedenen Bühnenprogrammen für Kinder unterwegs. Gemeinsam mit dem Kinderkanal waren sie mit den Shows Der Überraschungsabendgruß mit dem Sandmännchen (2005 bis 2010), Bummi hat Geburtstag (2007) und der Sandmann-Mitmach-Show (seit 2011) auf Tournee. Neben den Shows produzierten Ulf und Zwulf über zehn gemeinsame Musikalben und drei Musicals (zum Beispiel Der unheimliche Gast im Drachenland).

## Ulf Erdmann
Erdmann wurde 1957 in Rüdersdorf bei Berlin geboren. Er arbeitete als Kulissenbauer an der Staatsoper Berlin und studierte an der Hochschule für Musik „Hanns Eisler“ in Berlin-Mitte. Erdmann nennt sich selbst Ulf der Spielmann. Neben dem Projekt Ulf und Zwulf ist er als Solist unterwegs. Er veröffentlichte bisher mehrere CDs für Kinder (zum Beispiel Mitmach- und Bewegungslieder, Schlaf- & Kuschellieder und Alles in Bewegung) und verfasste das Kinderbuch Dackel Düsenfuß und seine Freunde.

## Ralf Kleinschmidt
Kleinschmidt absolvierte zunächst eine Schlosserlehre, bevor er an der Musikschule Friedrichshain in Berlin zum Kapellensänger ausgebildet wurde. Auch Kleinschmidt ist zeitweise als Solist als Kindermusiktheater Zwulf unterwegs. Er veröffentlichte mehrere Kinderlieder-CDs. (Schlafmützchen-Lieder von Zwulf, Spiel- und Bewegungslieder u. a.). Seit 2012 steht er mit Daniella Erdmann mit mehreren Programmen als Zwulf und Zwusel auf der Bühne.

## Ulf & Zwulf-Liederbuch
Zum 30-jährigen Jubiläum der ersten LP Stadtabenteuer erschien im November 2018 das Ulf & Zwulf-Kinderliederbuch Tausend kleine Fenster. Das Buch beinhaltet 115 Texte des langjährigen Autors Wilfried Bergholz. Enthalten sind auch zehn Lieder mit Notenschrift, zudem gibt es eine gleichnamige CD.

## Diskographie (Auswahl)
- 1988: Stadtabenteuer mit Ulf, Zwulf und dem Spatz Willi – Lautsein-Stillsein-Wildsein (Amiga)
- 1990: Knaatsch am Sonntag – Neue Lieder mit Ulf & Zwulf (Amiga)
- 1992: Die vergessliche Prinzessin (Jumbo Neue Medien)
- 1996: Tausend kleine Fenster (Polydor)
- 1997: Ich komme in die Schule (Ravensburger)
- 2002: Ich bin dein Freund (Ravensburger)
- 2018: 30 Jahre Abenteuer in der Stadt - Jubiläums-Doppelalbum

## Hörbeispiele (Auswahl)
- Der Ampel-Mann (Tausend kleine Fenster) youtube.com
- Der Wetterfrosch (Tausend kleine Fenster) youtube.com
- Wir machen uns heut' auf die Reise (Stadtabenteuer mit Ulf, Zwulf und dem Spatz Willi) youtube.com